# Thái Nguyên (xã)
Thái Nguyên là một xã cũ thuộc huyện Thái Thụy, Thái Bình, Việt Nam.

## Vị trí địa lý
Thái Nguyên nằm ở phía nam huyện Thái Thụy, nằm giáp sông Diêm; phía bắc giáp xã Thuỵ Liên, Thụy Hà; phía nam giáp xã Thái An, xã Thái Hoà; phía tây nam giáp xã Thái Hưng; đông nam giáp xã Thái Thượng; phía tây giáp xã Thái Thủy.

## Hành chính
Xã có 5 thôn: Bích Đoài, Hà My, Thanh Lương, Bằng lương, Ngọc Thịnh. 3 hợp tác xã sản xuất kinh doanh dịch vụ nông nghiệp: Hà Bích, Thanh Bằng, Ngọc Thịnh.

## Dân số
Thái Nguyên có 8.723 người.

## Kinh tế

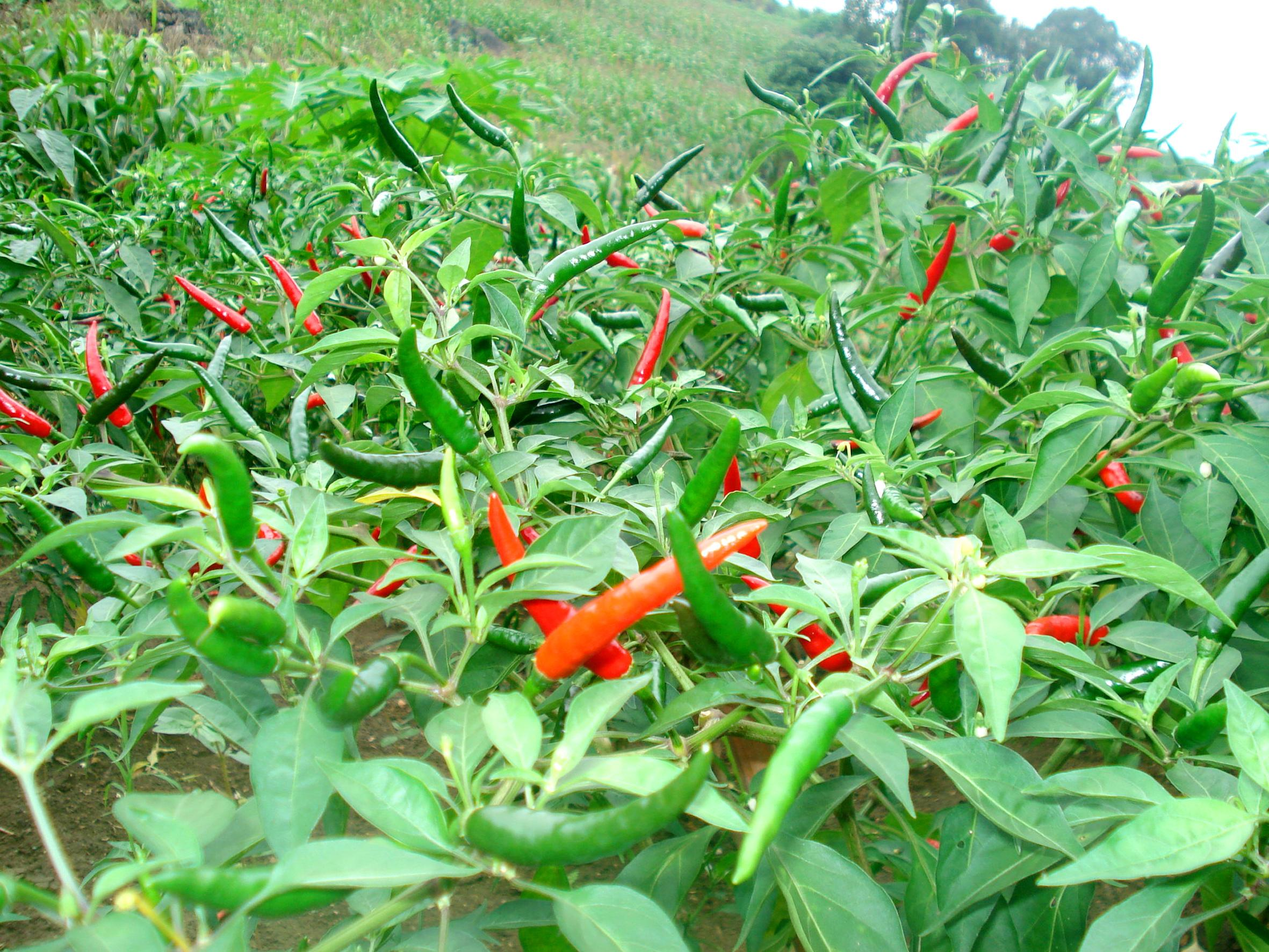

Có 710 ha đất nông nghiệp, 42 ha bãi ven sông nuôi trồng thủy sản; nhiều năm trước, cây thuốc lào là đặc sản của Thái Nguyên nhưng bây giờ số lượng diện tích trồng cây thuốc lào đã giảm đi đáng kể, thay vào đó phổ biến là cây ớt, đem lại nguồn kinh tế và công việc ổn định cho người dân.

## Giao thông
Đây là địa phương có dự án Đường cao tốc Ninh Bình – Hải Phòng đi qua. Có 15 km đường liên thôn.

## Văn hoá, du lịch
- Đình Ba Nóc thờ quan bảng Hoàng Giáp Nguyễn Mậu là di tích lịch sử cấp quốc gia,
- Đình Công, đình Hà My, đình Đoài là di tích lich sử văn hoá cấp tỉnh. Các đình này đều được công nhận là đình kháng chiến.